# Adela Coit
Adela Coit (Frankfurt am Main, Reino da Prússia, 11 de setembro de 1863 – Birling Gap, East Sussex, Reino Unido, 7 de outubro de 1932), também conhecida como Fanny Adela Coit, Adela Stanton-Coit, Adele Coit ou Adela Wetzlar, foi uma activista e sufragista alemã, com cidadania britânica, adepta do Movimento Ético, que propunha transmitir valores humanistas, "sem fazer referência a doutrinas religiosas ou crenças sobrenaturais".

## Biografia

### Nascimento e Família
Nascida sob o nome Adela von Gans em Frankfurt am Main, atual Alemanha, a 11 de setembro de 1863, era filha de Augusta Ettling (1839-1909) e de Friedrich Ludwig Gans (1833-1920), conhecido como Fritz von Gans, famoso empresário industrial, filantropo, mecenas, coleccionador de arte e cristão-novo alemão, descendente de uma das mais antigas famílias judias com sobrenome fixo e residente durante mais de 150 anos em Celle, tendo a sua família sido forçada a partir para Frankfurt em 1814 devido às políticas antissemitas impostas pelo governo municipal.
Era irmã mais velha de Paul Frederick von Gans (1866-1915), reputado químico, inventor e mecenas alemão, e de Ludwig Wilhelm von Gans (1869-1946), químico, farmacêutico e empresário industrial. Pelo lado materno era sobrinha de David Wilhelm Ettling (1831-1882), gerente de uma filial bancária da família Rothschild em Madrid, e pelo lado paterno era neta de Ludwig Aaron Gans (1794-1871), empresário judeu alemão e co-fundador da Leopold Cassella & Co., uma das mais conhecidas e bem sucedidas empresas de exportação e importação de especiarias, que no final do século XIX tornou-se no maior fabricante mundial de corantes azo, para além de tintas e corantes para tingir tecidos.

### Casamento e Descendência

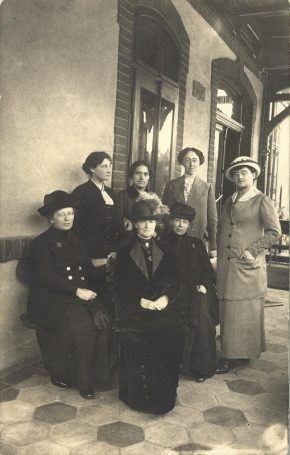
Margaret Coit acompanhada por várias sufragistas, incluindo a húngara Rosika Schwimmer, no Congresso Internacional pelo Sufrágio de Budapeste (1913).

Casou-se pela primeira vez com Moritz Benedikt Julius Wetzlar (1855-1892), também referido como Maurice Benedictus Wetzlar, natural de Frankfurt, com quem teve três filhos, Richard Wetzlar (1889-1960), Elizabeth Anne Augusta Wetzlar (1892-1978) e Margaret Helene Wetzlar Wichert (1890-1966).
Após enviuvar, Adela Wetzlar viajou para o Reino Unido, onde contraiu matrimónio novamente em 1898 com Stanton Coit (1857-1944), escritor, filantropo e sufragista americano, com cidadania britânica, líder do Movimento Ético no Reino Unido, que apadrinhou os filhos do seu primeiro casamento dando-lhes o seu apelido. Do seu segundo casamento, teve uma filha, Virginia Coit Flemming (1904-1992), que foi mãe do economista inglês e director do Wadham College em Oxford John Stanton Flemming (1941-2003).
Anos mais tarde, a sua filha Margaret, adoptando o nome Margy Coit, militou pelo sufrágio feminino, tal como a sua mãe, tendo em 1913 sido uma das principais delegadas da Liga de Militância Espiritual Feminina no congresso da Aliança Internacional pelo Sufrágio Feminino em Budapeste.

### Feminismo
A viver em Hyde Park Gate, Londres, e com cidadania britânica, em 1898, Adela foi a única mulher eleita para a Royal Institution, começando pouco depois a militar publicamente pelos direitos das mulheres. Durante o mesmo período, tornou-se também adepta do Movimento Ético.
Posteriormente, em Berlim, juntamente com o seu marido, participou no congresso de fundação da Aliança Internacional da Mulher em 1904 e foi eleita tesoureira da mesma organização em 1907, continuando a trabalhar ativamente durante a Primeira Guerra Mundial. Ainda em 1907, ingressou na Women's Social and Political Union e anos mais tarde tornou-se membro da Women's Tax Resistance League.
Em 1911, realizou uma reunião da Women's Tax Resistance League, onde se tornou membro do primeiro Comité do Fundo de Luta Eleitoral da National Union of Women's Suffrage Societies.
A partir de 1913 ingressou como membro do comité executivo da London Society for Women's Suffrage.
Colaborou e travou correspondência durante anos com as feministas Millicent Garrett Fawcett, Chrystal MacMillan, Katherine McCormick, Anne Lindemann, Annie Furuhjelm, Signe Bergmann, Carrie Chapman Catt, Marguerite de Witt-Schlumberger, Anna Wicksell, Paula Pogány, entre muitas outras.